# Pseudeuchaeta brevicauda
Pseudeuchaeta brevicauda är en kräftdjursart som beskrevs av Georg Ossian Sars 1905. Pseudeuchaeta brevicauda ingår i släktet Pseudeuchaeta och familjen Aetideidae. Inga underarter finns listade i Catalogue of Life.